# James Lyons-Weiler
 (juillet 2025).
Pour les articles homonymes, voir Lyons et Weiler.
James Lyons-Weiler (né le 4 juillet 1967) est un scientifique et activiste américain qui dirige l'organisation à but non lucratif "Institute for Pure and Applied Knowledge".

## Parcours académique
Son doctorat porte sur l'écologie, l'évolution et la biologie de la conservation. Il a été membre du corps professoral de l'Université de Pittsburgh (2003-2009) et membre du Early Detection Research Network par l'intermédiaire de l'University of Pittsburgh Cancer Institute.

## Controverses
James Lyons-Weiler fait depuis des années de nombreuses déclarations sur la COVID-19 et les vaccins en général,,,. Il publie aussi des éditoriaux à charge sur son blog.
Il a affirmé en février 2020 qu'une séquence génétique spécifique, INS1378, dans le génome du SARS-CoV-2 était suffisamment proche de pShuttle-SN – une séquence modifiée – pour prouver que le virus avait probablement été conçu en laboratoire. Bien que la piste de la fuite d'un laboratoire du virus ne soit pas exclue, cette affirmation spécifique a été discréditée à plusieurs reprises par les chercheurs et les vérificateurs de faits. Les séquences n'étaient similaires qu'à 67 % et un article a démontré que plus de 100 coronavirus de chauve-souris présentaient des correspondances plus proches de INS1378 que de pShuttle-SN. L'affirmation encore plus inexacte selon laquelle le SARS-CoV-2 contenait pShuttle-SN a cependant été largement diffusée par InfoWars et d'autres sites de désinformation.
Son blog WordPress, "Science, Public Health Policy and the Law", se présente comme une revue scientifique, avec un conseil consultatif composé de trois autres personnalités anti-vaccinales de premier plan.